# Laurids de Thurah

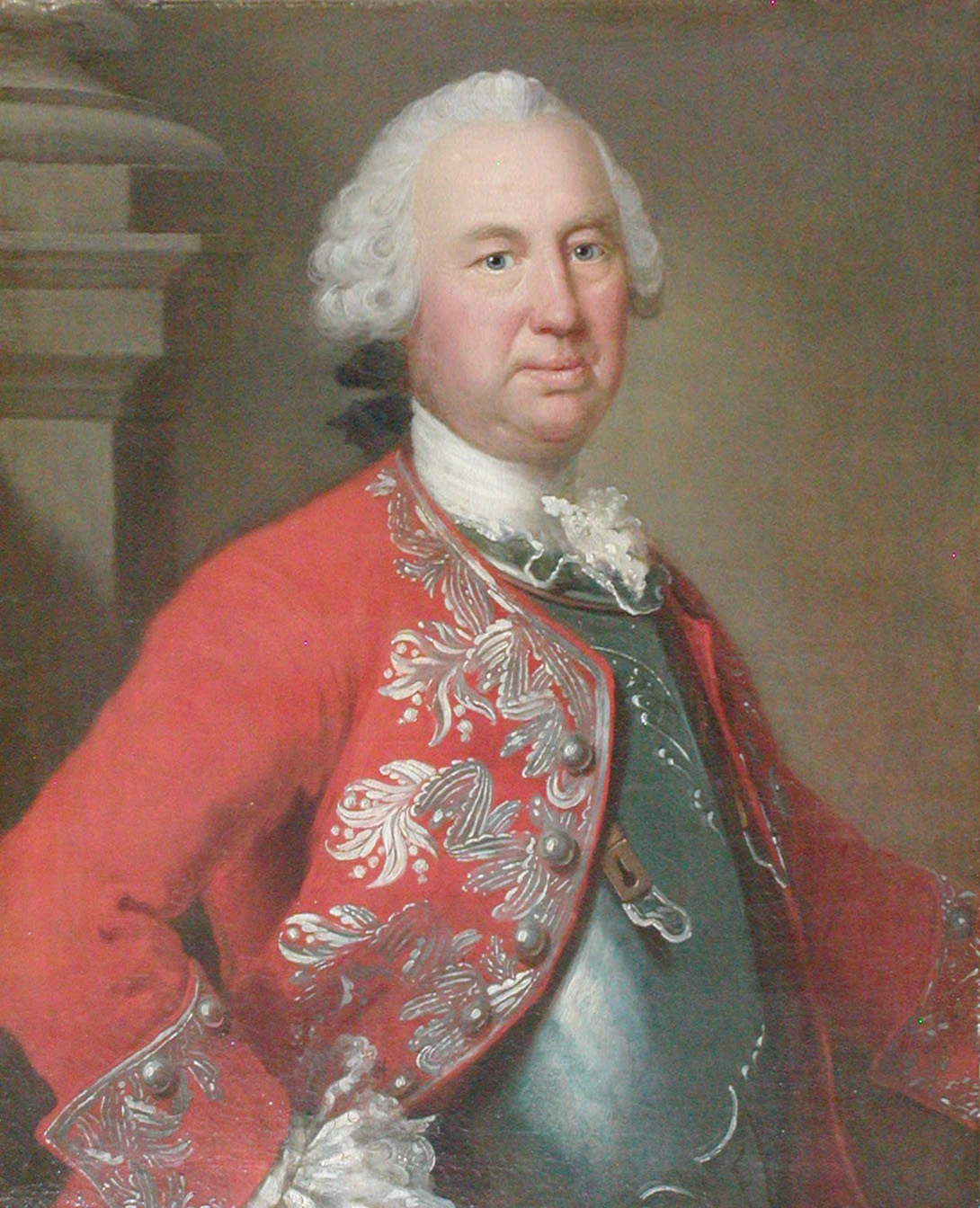
Laurids de Thurah (Ölgemälde von Johan Hörner, 1754)

Laurids Lauridsen de Thurah, auch Lauritz de Thurah (* 4. März 1706 in Aarhus, Dänemark; † 6. September 1759) war ein dänischer Architekt, Baumeister, Architekturhistoriker und Topograf.

## Leben
Thurah war Sohn des Bischofs Laurids Thura und seiner Frau Helene Catharine de With. Er war königlich dänischer Generalbaumeister.
Laurids de Thurah heiratete am 19. Oktober 1740 in erster Ehe Anna Rosenørn (* 17. Juli 1714). In zweiter Ehe heiratete er Christiane Marie Kiærskiold (* 28. Juli 1714 in Krastrup; † 25. März 1760).
In den Jahren 1750–1756 war er Eigentümer des Børglum Klosters bei Løkken in Nordjütland.
Eine Legende besagt, dass Thurah Selbstmord beging, als er entdeckte, dass die Außentreppe um den Turm der von ihm erbauten Kopenhagener „Vor Frelsers Kirke“ gegen anstatt mit dem Uhrzeigersinn gebaut war.

## Schriften
Neben seiner Tätigkeit als Architekt schrieb de Thurah wichtige Traktate zur dänischen Architektur. Im Jahr 1735 bekam er ein königliches Stipendium, um Informationen zusammenzutragen und ein umfassendes Werk über alle königlichen Bauten im Land zu schreiben. Das Werk heißt Den Danske Vitruvius (1746–48). Ein anderes zentrales Werk ist Hafnia Hodierna (1748). Zusätzlich publizierte er in den Jahren 1756–1758 illustrierte Bücher über Bornholm, Christiansø, Amager, Saltholm und Samsø.

## Bauten (Auswahl)

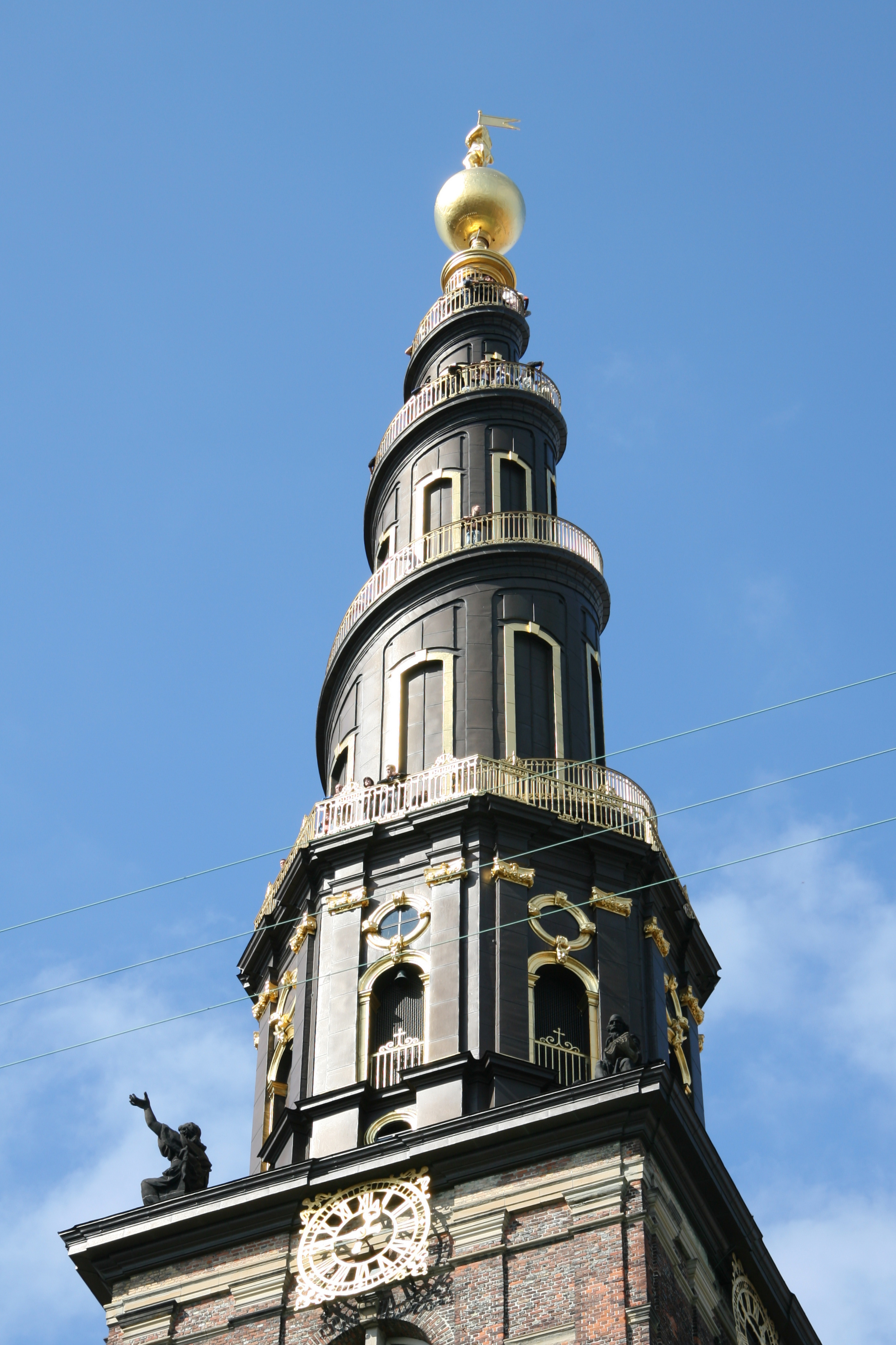
Turm der Erlöserkirche (Vor Frelsers Kirke)

- Schloss Christiansborg in Kopenhagen, gemeinsam mit Nicolai Eigtved
- Palast (Bischofssitz) in Roskilde (1733)
- Schloss in Hirschholm (1733–1744)
- Erweiterungen an Schloss Frederiksberg (1733–1738)
- Jægergården und Schloss Jægersborg (1734)
- Schloss Eremitage (1734–1736)
- Vor Frelsers Kirke in Kopenhagen
- Schloss Sorgenfri in Kongens Lyngby (1756)

## Veröffentlichungen
- Hafnia Hodierna (Architekturzeichnungen)
- Den danske Vitruvius (Der dänische Vitruvius. Architekturzeichnungen)